# Katarzyna Wsiewołodowna
Katarzyna Wsiewołodowna (zm. 11 lipca 1108) – księżniczka kijowska, córka wielkiego księcia kijowskiego Wsiewołoda I Jarosławowicza i Anny, córki chana Kipczaków.

## Życiorys
Jedyna wzmianka o Katarzynie Wsiewołodownej znajduje się w Powieści minionych lat. Źródło podaje jedynie datę zgonu księżniczki i imię jej ojca. Jedna z hipotez identyfikuje Katarzynę z żoną księcia polskiego Mieszka Bolesławowica, syna króla polskiego Bolesława Śmiałego, którą książę ten poślubił w 1088. Prawdopodobny mąż Katarzyny zmarł w 1089. Katarzyna Wsiewołodowna zmarła 11 lipca 1108.